# Marau (Rio Grande do Sul)
Marau is een gemeente in de Braziliaanse deelstaat Rio Grande do Sul. De gemeente telt 36.643 inwoners (schatting 2009).

## Aangrenzende gemeenten
De gemeente grenst aan Camargo, Ernestina, Gentil, Ibirapuitã, Mato Castelhano, Nicolau Vergueiro, Passo Fundo, Santo Antônio do Palma, Soledade en Vila Maria.